# U-32
L'U-32 fu un sommergibile U-Boot Tipo VII A della Marina da guerra tedesca, attivo durante la seconda guerra mondiale.

## Storia operativa
L'U-32 condusse nove pattugliamenti, affondando 20 navi, per un totale di 116 836 tonnellate lorde e danneggiandone altre cinque, per un totale di 40.274 t. Il 28 ottobre 1940 l'U-32, sotto il comando di Hans Jenisch, affondò il transatlantico RMS Empress of Britain da 42 348 tonnellate, precedentemente danneggiata da bombe tedesche. L'Empress of Britain fu la più grande nave affondata da una U-Boot.

### Secondo pattugliamento
Il 5 settembre 1939 salpò dal porto di Kiel, in rotta verso il Mare del Nord per arrivare infine presso il Canale di Bristol dove pose dodici mine. Durante il viaggio di ritorno silurò due navi per un totale di 5 738 tonnellate lorde affondate. Il 5 e il 6 ottobre due navi britanniche subirono danni per via delle mine rilasciate dall'U-32.

### Sesto pattugliamento
Il 3 giugno 1940 l'U-32 salpò da Wilhelmshaven, per il suo sesto pattugliamento. Durante questa missione prese parte, dal 12 giugno al 17, al Wolfsrudeltaktik Prien. Durante il resto della missione silurò ben cinque navi fra cui una facente parte del convoglio HX-49 di ben 9 026 tonnellate.

### Settimo pattugliamento
Partì il 15 agosto 1940 da Wilhelmshaven, con destinazione la base di Lorient. Durante il suo tragitto nel Mare del Nord e la  circumnavigazione della Gran Bretagna, silurò tre navi facenti parte del Convoglio HX-66A e danneggiò l'incrociatore leggero HMS Fiji.

### Ottavo pattugliamento
Iniziò il 18 settembre 1940 dalla base di Lorient. Questa missione risulta essere la più redditizia con un totale di 50.531	tonnellate. Gli attacchi avvennero tutti al largo delle coste irlandesi, in pieno Oceano Atlantico, e in tutto le navi affondate furono sette e quelle danneggiate due. Il 2 ottobre, dopo aver attaccato il piroscafo britannico Kayeson, l'U-32 ancora in immersione si scontrò con la nave e subì danni alla sua prua.

### Affondamento
Partito il 24 ottobre 1940, da Lorient, il 28 ottobre a nord delle coste irlandesi affondò la più grande nave mai affondata da una U-Boot, l'Empress of Britain da 42 348 tonnellate. La nave due giorni prima era stata danneggiata da due bombe da 250 chilogrammi lanciate da un Focke-Wulf Fw 200 della Luftwaffe.
L'U-32 fu affondato due giorni dopo, il 30 ottobre 1940, a nord-ovest dell'Irlanda da bombe di profondità rilasciate dai cacciatorpediniere britannici HMS Harvester e HMS Highlander. Nove membri dell'equipaggio perirono mentre 33 furono soccorsi e divennero prigionieri di guerra.

## Wolfsrudeltaktik
Il Wolfsrudeltaktik, in italiano "branco di lupi", era una tattica di guerra sottomarina adottata dai sommergibili tedeschi. L'U-32 prese parte alla missione denominata Prien (dal nome dell'Ufficiale tedesco Günther Prien che guidò la missione a bordo dell'U-47), dal 12 al 17 giugno 1940, presso le coste a sud dell'Irlanda. Insieme ad altri sei U-Boot (U-25, U-28, U-30, U-38, U-47 e U-51) attaccò il convoglio HX 47 proveniente da Halifax e diretto a Liverpool, senza però affondare nessuna nave.

## Navi attaccate
L'U-32 affondò e danneggiò venticinque navi per un totale di 157 110 tonnellate.
| Data              | Nome               | Nazionalità | Tipologia            | Tonnellaggio | Esito                   |
| ----------------- | ------------------ | ----------- | -------------------- | ------------ | ----------------------- |
| 18 settembre 1939 | Kensington Court   | Regno Unito | Mercantile           | 4.863 t      | Affondato               |
| 28 settembre 1939 | Jern               | Norvegia    | Mercantile           | 875 t        | Affondato               |
| 5 ottobre 1939    | Marwarri           | Regno Unito | Mercantile           | 8.063 t      | Danneggiato da una mina |
| 6 ottobre 1939    | Lochgoil           | Regno Unito | Mercantile           | 9.462 t      | Danneggiato da una mina |
| 31 dicembre 1939  | Luna               | Norvegia    | Mercantile           | 959 t        | Affondato               |
| 2 marzo 1940      | Lagaholm           | Svezia      | Mercantile           | 2.818 t      | Affondato               |
| 18 giugno 1940    | Altair             | Norvegia    | Mercantile           | 1.522 t      | Affondato               |
| 18 giugno 1940    | Nuevo Ons          | Spagna      | Peschereccio         | 108 t        | Affondato               |
| 18 giugno 1940    | Sálvora            | Spagna      | Peschereccio         | 108 t        | Affondato               |
| 19 giugno 1940    | Labud              | Jugoslavia  | Mercantile           | 5.334 t      | Affondato               |
| 22 giugno 1940    | Eli Knudsen        | Norvegia    | Nave cisterna        | 9.026 t      | Affondato               |
| 30 agosto 1940    | Chelsea            | Regno Unito | Mercantile           | 4.804 t      | Affondato               |
| 30 agosto 1940    | Mill Hill          | Regno Unito | Mercantile           | 4.318 t      | Affondato               |
| 30 agosto 1940    | Norne              | Norvegia    | Mercantile           | 3.971 t      | Affondato               |
| 10 settembre 1940 | HMS Fiji           | Regno Unito | Incrociatore leggero | 8.000 t      | Danneggiato             |
| 22 settembre 1940 | Collegian          | Regno Unito | Mercantile           | 7.886 t      | Danneggiato             |
| 25 settembre 1940 | Mabriton           | Regno Unito | Mercantile           | 6.694 t      | Affondato               |
| 26 settembre 1940 | Corrientes         | Regno Unito | Mercantile           | 6.863 t      | Danneggiato             |
| 26 settembre 1940 | Darcoila           | Regno Unito | Mercantile           | 4.084 t      | Affondato               |
| 26 settembre 1940 | Tancredi           | Norvegia    | Mercantile           | 6.094 t      | Affondato               |
| 28 settembre 1940 | Empire Ocelot      | Regno Unito | Mercantile           | 5.759 t      | Affondato               |
| 29 settembre 1940 | Bassa              | Regno Unito | Mercantile           | 5.267 t      | Affondato               |
| 30 settembre 1940 | Haulerwijk         | Paesi Bassi | Mercantile           | 3.278 t      | Affondato               |
| 2 ottobre 1940    | Kayeson            | Regno Unito | Mercantile           | 4.606 t      | Affondato               |
| 28 ottobre 1940   | Empress of Britain | Regno Unito | Nave passeggeri      | 42.348 t     | Affondato               |